# Cloche de l'église de Mazerolles (Charente-Maritime)
La cloche de l'église de la Nativité-de-la-Sainte-Vierge à Mazerolles, une commune du département de la Charente-Maritime dans la région Nouvelle-Aquitaine en France, est une cloche de bronze datant de 1631. Elle a été inscrite monument historique au titre d'objet le 8 avril 1999. 
Inscription : « LAUDATE DOMINUM IN TIMPANO et CIMBALIS. BENESOANTIBUS 1631. Pour N.D. de MAZEROLLES à la diligence de JG DEMONTGAILLARD Sieur du dit lieu et de M. LAUPENT SARRAZIN Curé. Le TE PERSE VLIERE + M Jean SEBORN ».